# Corte de cabello

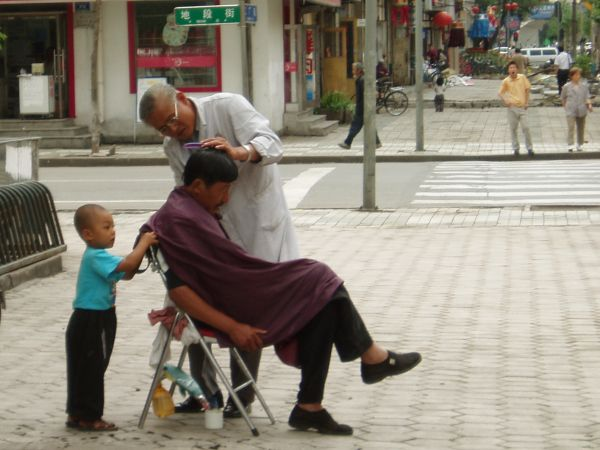
Imagen de un peluquero realizando un corte de pelo en la calle, en China.

Un corte de cabello describe el acortamiento o la modificación del tipo de peinado del cabello. La creatividad de la peluquería o salón de belleza supone arreglar los cabellos y modificar con ello el aspecto exterior de la persona utilizando diseños llamativos conocidos como free style in hair, expresan la creatividad de las personas y siendo una manera de destacar con un estilo único. 
Implica diferentes tipos de intervenciones sobre los cabellos. Entre las que cabe citar cortar, alisar, trenzar, depilar, teñir, decolorar, mezclarlos con cabellos falsos (ya sea mediante una peluca o extensiones postizas) o adornarlos de formas más o menos sofisticadas que dependen de las distintas culturas y las civilizaciones.
Al contrario que otros animales, los humanos de muchas culturas se cortan habitualmente el pelo en lugar de dejarlo crecer de forma natural. El tipo de peinado es también una señal de identidad cultural, social e incluso étnica, y puede ser usada como una forma de ilustrar un estatus social o como forma de individualizarse. Por todo ello, tiene gran influencia en el corte de pelo la moda de cada momento en la sociedad.
Los hombres y las mujeres tienen de forma natural el mismo tipo y cantidad de cabello, siendo el principal componente del pelo la proteína denominada queratina. Existen algunas diferencias en cuanto a la tendencia a la caída del cabello por la edad, que es más común en el caso de los hombres. Por otro lado, el género suele influir desde un punto de vista social, distinguiéndose en muchos casos el tipo de corte de pelo socialmente aceptado para hombres y para mujeres.
Existe un mercado importante a nivel mundial donde queda el área del corte de pelo y del cabello en general. Se producen tanto pelucas como objetos para el peinado y decoración del pelo, así como herramientas para los barberos y peluqueros. También existe un mercado de productos para el entrenamiento y enseñanza de los peluqueros, con pelucas diseñadas para tal fin.
En algunos países, normalmente con un nivel de desarrollo económico medio o bajo, la venta del cabello propio para la fabricación de pelucas puede ser una fuente significativa de ingresos, que dependerá de la longitud, grosor, condición y color del pelo.